# Lógica de primeira ordem
A lógica de primeira ordem (LPO), conhecida também como cálculo de predicados de primeira ordem (CPPO), é um sistema lógico que estende a lógica proposicional (lógica sentencial) e que é estendida pela lógica de segunda ordem.
As sentenças atômicas da lógica de primeira ordem têm o formato P (t1,…, tn) (um predicado com um ou mais "argumentos") ao invés de serem símbolos sentenciais sem estruturas.
O ingrediente novo da lógica de primeira ordem não encontrado na lógica proposicional é a quantificação: dada uma sentença φ qualquer, as novas construções {\displaystyle \forall x\,\phi } e {\displaystyle \exists x\,\phi } -- leia "para todo x, φ" e "para algum x, φ", respectivamente—são introduzidas. {\displaystyle \forall x\,\phi } significa que φ é verdadeiro para todo valor de x e {\displaystyle \exists x\,\phi } significa que há pelo menos um x tal que φ é verdadeiro. Os valores das variáveis são tirados de um universo de discurso pré-determinado. Um refinamento da lógica de primeira ordem  permite variáveis de diferentes tipos, para tratar de diferentes classes de objetos.
A lógica de primeira ordem tem poder expressivo suficiente para formalizar praticamente toda a matemática. Uma teoria de primeira ordem consiste em um conjunto de axiomas (geralmente finito ou recursivamente enumerável) e de sentenças dedutíveis a partir deles. A teoria dos conjuntos de Zermelo-Fraenkel é um exemplo de uma teoria de primeira ordem, e aceita-se geralmente que toda a matemática clássica possa ser formalizada nela. Há outras teorias que são normalmente formalizadas na lógica de primeira ordem de maneira independente(embora elas admitam a implementação na teoria dos conjuntos) tais como a aritmética de Peano.

## Definindo a lógica de primeira ordem
Um cálculo de predicados consiste em:
- regras de formação (definições recursivas para dar origem a fórmulas bem-formadas ou FBFs).

- regras de transformação (regras de inferência para derivar teoremas).
- axiomas.

Os axiomas considerados aqui são os axiomas lógicos que fazem parte do cálculo de predicados. Além disso, os axiomas não-lógicos são adicionados em teorias de primeira ordem específicas: estes não são considerados como verdades da lógica, mas como verdades da teoria particular sob consideração.
Quando o conjunto dos axiomas é infinito, requer-se que haja um algoritmo que possa decidir para uma fórmula bem-formada dada, se ela é um axioma ou não. Deve também haver um algoritmo que possa decidir se uma aplicação dada de uma regra de inferência está correta ou não.
É importante notar que o cálculo de predicados pode ser formalizado de muitas maneiras equivalentes; não há nada canônico sobre os axiomas e as regras de inferência propostos aqui, mas toda a formalização dará origem aos mesmos teoremas da lógica (e deduzirá os mesmos teoremas a partir de um conjunto qualquer de axiomas não-lógicos).

## Alfabeto
O alfabeto de primeira ordem, {\displaystyle \Sigma }, tem a seguinte constituição:
{\displaystyle \Sigma =X\cup \Sigma _{C}\cup \Sigma _{F}\cup \Sigma _{R}\cup \Sigma _{L}\cup \Sigma _{P}}, onde
1. {\displaystyle X=\{x,y,z,x_{1},x_{2},...,y_{1},y_{2},...,z_{1},z_{2},...\}} é um conjunto enumerável de variáveis;
2. {\displaystyle \Sigma _{C}=\{a,b,c,a_{1},a_{2},...,b_{1},b_{2},...,c_{1},c_{2},...\}} é um conjunto de símbolos chamados de constantes;
3. {\displaystyle \Sigma _{F}=\{F_{1},F_{2},...\}} é um conjunto de símbolos ditos sinais funcionais;
4. {\displaystyle \Sigma _{R}=\{R_{1},R_{2},...\}} é um conjunto de símbolos ditos sinais relacionais ou predicativos;
5. {\displaystyle \Sigma _{L}=\{\neg ,\wedge ,\vee ,\rightarrow ,\leftrightarrow ,\forall ,\exists \}} é o conjunto de símbolos ditos sinais lógicos;
6. {\displaystyle \Sigma _{P}=\{(,),,\}} é o conjunto de símbolos de pontuação.

As constantes, sinais funcionais e sinais predicativos constituem a coleção de sinais ditos símbolos não lógicos.
Há diversas variações menores listadas abaixo:
- O conjunto de símbolos primitivos (operadores e quantificadores) varia frequentemente. Alguns símbolos primitivos podem ser omitidos, substituindo-os com abreviaturas adequadas; por exemplo (P ↔ Q) é uma abreviatura para (P → Q) ∧ (Q → P). No sentido contrário, é possível incluir outros operadores como símbolos primitivos, como as constantes de verdade ⊤ para "verdadeiro" e o ⊥ para "falso" (estes são operadores do aridade 0). O número mínimo dos símbolos primitivos necessários é um, mas se nós nos restringirmos aos operadores listados acima, seria necessário três; por exemplo, o ¬, o ∧, e o ∀  bastariam.
- Alguns livros mais antigos usam a notação φ ⊃ ψ para φ → ψ, ~φ para ¬φ, φ & ψ para φ ∧ ψ, e uma variedade de notações para os quantificadores; por exemplo, ∀xφ pode ser escrito como (x)φ.
- A igualdade é às vezes considerada como parte da lógica de primeira ordem; Neste caso, o símbolo da igualdade será incluído no alfabeto, e comportar-se-á sintaticamente como um predicado binário. Assim a LPO será chamada de lógica de primeira ordem com igualdade.
- As constantes são na verdade funções de aridade 0, assim seria possível e conveniente omitir constantes e usar as funções que tenham qualquer aridade. Mas é comum usar o termo "função" somente para funções de aridade 1.
- Na definição acima, as relações devem ter pelo menos aridade 1. É possível permitir relações de aridade 0; estas seriam consideradas variáveis proposicionais.
- Há muitas convenções diferentes sobre onde pôr parênteses; por exemplo, se pode escrever ∀x ou (∀x). Às vezes se usa dois pontos ou ponto final ao invés dos parênteses para criar fórmulas não ambíguas. Uma convenção interessante, mas incomum, é a "notação polonesa", onde se omite todos os parênteses, e escreve-se o ∧, ∨, e assim por diante na frente de seus argumentos. A notação polonesa é compacta e elegante, mas rara e de leitura complexa.
- Uma observação técnica é que se houver um símbolo de função de aridade 2 que representa um par ordenado (ou símbolos de predicados de aridade 2 que representam as relações de projeção de um par ordenado) então se pode dispensar inteiramente as funções ou predicados de aridade > 2. Naturalmente o par ou as projeções necessitam satisfazer aos axiomas naturais.

Os conjuntos das constantes, das funções, e das relações compõem a assinatura e são geralmente considerados para dar forma a uma linguagem, enquanto as variáveis, os operadores lógicos, e os quantificadores são geralmente considerados para pertencer à lógica. Uma estrutura dá o significado semântico de cada símbolo da assinatura. Por exemplo, a linguagem da teoria dos grupos consiste de uma constante (elemento da identidade), de uma função de aridade 1 (inverso), de uma função de aridade 2 (produto), e de uma relação de aridade 2 (igualdade), que seria omitida pelos autores que incluem a igualdade na lógica subjacente.

## Regras de formação
As regras de formação definem os termos, fórmulas, e as variáveis livres como segue.
O conjunto dos termos é definido recursivamente pelas seguintes regras:
1. Qualquer constante é um termo (sem variáveis livres).
2. Qualquer variável é um termo (cuja única variável livre é ela mesma).
3. Toda expressão f (t1,…, tn) de n ≥ 1 argumentos (onde cada argumento ti é um termo e f é um símbolo de função de aridade n) é um termo. Suas variáveis livres são as variáveis livres de cada um dos termos ti.
4. Cláusula de fechamento: Nada mais é um termo.

O conjunto das fórmulas bem-formadas (chamadas geralmente FBFs ou apenas fórmulas) é definido recursivamente pelas seguintes regras:
1. Predicados simples e complexos: se P for uma relação de aridade n ≥ 1 e os ai são os termos então P (a1,…,an) é bem formada. Suas variáveis livres são as variáveis livres de quaisquer termos ai. Se a igualdade for considerada parte da lógica, então (a1 = a2) é bem formada. Tais fórmulas são ditas atômicas.
2. Cláusula indutiva I: Se φ for uma FBF, então ¬φ é uma FBF. Suas variáveis livres são as variáveis livres de φ.
3. Cláusula indutiva II: Se φ e ψ são FBFs, então (ψ ∧ φ), (ψ{\displaystyle \vee }φ), (ψ → φ), (ψ ↔ φ) são FBFs. Suas variáveis livres são as variáveis livres de φ e de ψ.
4. Cláusula indutiva III: Se φ for uma FBF e x for um variável, então ∀xφ e ∃xφ são FBFs, cujas variáveis livres são as variáveis livres de φ com exceção de x. Ocorrências de x são ditas ligadas ou mudas (por oposição a livre) em ∀xφ e ∃xφ.
5. Cláusula de fechamento: Nada mais é uma FBF.

Na prática, se P for uma relação de aridade 2, nós escrevemos frequentemente "a P b" em vez de "P a b"; por exemplo, nós escrevemos 1 < 2 em vez de < (1 2). Similarmente se f for uma função de aridade 2, nós escrevemos às vezes "a f b" em vez de "f (a b)"; por exemplo, nós escrevemos 1 + 2 em vez de + (1 2). É também comum omitir alguns parênteses se isto não conduzir à ambigüidade.
Às vezes é útil dizer que "P (x) vale para exatamente um x", o que costuma ser denotado por ∃!xP(x). Isto também pode  ser expresso por ∃x (P (x)  ∀y (P (y) → (x = y))).
Exemplos: A linguagem dos grupos abelianos ordenados tem uma constante 0, uma função unária −, uma função binária +, e uma relação binária ≤. Assim:
- 0, x, y são termos atômicos
- + (x, y), + (x, + (y, − (z))) são termos, escritos geralmente como x + y, x + (y + (−z))
- = (+ (x, y), 0), ≤ (+ (x, + (y, − (z))), + (x, y)) são fórmulas atômicas, escritas geralmente como x + y = 0, x + y - z ≤ x + y,
- (∀x ∃y ≤  (+ (x, y), z)) ∧ (∃x = (+ (x, y), 0)) é uma fórmula, escrita geralmente como (∀x ∃y (x + y ≤ z)) ∧ (∃x (x + y = 0)).

## Substituição
Se t é um termo e φ(x) é uma fórmula que contém possivelmente x como uma variável livre, então φ(t) se definido como o resultado da substituição de todas as  instâncias livres de x por t, desde que nenhuma variável livre de t se torne ligada neste processo. Se alguma variável livre de t se tornar ligada, então para substituir t por x é primeiramente necessário mudar os nomes das variáveis ligadas de φ para algo diferente das variáveis livres de t. Para ver porque esta condição é necessária, considere a fórmula φ(x) dada por  ∀y y≤x ("x é máximal"). Se t for um termo sem y como variável livre, então φ(t) diz apenas que t é maximal. Entretanto se t é y, a fórmula φ(y) é ∀y y≤y que não diz que y é máximal.O problema de que a variável livre y de t (=y) se transformou em ligada quando nós substituímos y por x em φ(x). Assim, para construir φ(y) nós devemos primeiramente mudar a variável ligada y de φ para qualquer outra coisa, por exemplo a variável z, de modo que o φ(y) seja então  ∀z z≤ y. Esquecer desta condição é uma causa notória de erros.

## Igualdade
Há diversas convenções diferentes para se usar a igualdade (ou a identidade) na lógica de primeira ordem. Esta seção resume as principais. Todas as convenções resultam mais ou menos no mesmo com mais ou menos a mesma quantidade de trabalho, e diferem principalmente na terminologia.
- A convenção mais comum para a igualdade é incluir o símbolo da igualdade como um símbolo lógico primitivo, e adicionar os axiomas da igualdade aos axiomas da lógica de primeira ordem. Os axiomas de igualdade são

x = x
x = y → {\displaystyle F}(…,x,…) = {\displaystyle F}(…,y,…) para qualquer função {\displaystyle F}
x = y → ({\displaystyle R}(…,x,…) → {\displaystyle R}(…,y,…)) para qualquer relação {\displaystyle R} (incluindo a própria igualdade)
- A próxima convenção mais comum é incluir o símbolo da igualdade como uma das relações de uma teoria, e adicionar os axiomas da igualdade aos axiomas da teoria. Na prática isto é quase idêntico à da convenção precedente, exceto no exemplo incomum de teorias com nenhuma noção de igualdade. Os axiomas são os mesmos, e a única diferença é se eles serão chamados de axiomas lógicos ou de axiomas de teoria.
- Nas teorias sem funções e com um número finito de relações, é possível definir a igualdade em termos de relações, definindo os dois termos s e t como iguais se qualquer relação continuar inalterada ao se substituir s por t em qualquer argumento. Por exemplo, em teoria dos conjuntos com uma relação ∈, nós definiríamos s = t como uma abreviatura para ∀x (s ∈ x ↔ t ∈ x) ∧ ∀x (x ∈ s ↔ x ∈ t). Esta definição de igualdade satisfaz automaticamente os axiomas da igualdade.
- Em algumas teorias é possível dar definições de igualdade ad hoc. Por exemplo, em uma teoria de ordens parciais com uma relação ≤ nós poderíamos definir s = t como uma abreviatura para s ≤ t ∧ t ≤ s.

## Regras de inferência
A regra de inferência modus ponens é a única necessária para a lógica proposicional de acordo com a formalização proposta aqui. Ela diz que se φ e φ → ψ são ambos demonstrados, então pode-se deduzir ψ.
A regra de inferência chamada Generalização Universal é característica da lógica de primeira ordem:
se {\displaystyle \vdash \phi }, então {\displaystyle \vdash \forall x\,\phi }
onde se supõe que {\displaystyle \phi } é um teorema já demonstrado da lógica de primeira ordem. Observe que a Generalização é análoga à regra da necessitação da lógica modal, que é:
se {\displaystyle \vdash P}, então {\displaystyle \vdash \Box P}.

## Limitações
Apesar da Lógica de Primeira Ordem ser suficiente para formalizar uma grande parte da matemática, e também ser comumente usada em Ciência da Computação e outras áreas, ela tem as suas limitações. Suas limitações incluem limitações em sua expressividade e limitações com relação aos fragmentos das línguas naturais que pode descrever.

### Expressividade
O teorema de Löwenheim–Skolem mostra que se uma teoria de primeira ordem tem um modelo infinito, então a teoria também tem modelos de todas as cardinalidades infinitas. Em particular, nenhuma teoria de primeira ordem com um modelo infinito pode ser categórica. Assim, não há uma teoria de primeira ordem cujo único modelo tem o conjunto dos números naturais como domínio, ou cujo único modelo tem o conjunto dos números reais como domínio.
Várias extensões da Lógica de Primeira-Ordem, incluindo a Lógica de Ordem Superior  e a Lógica Infinitária, são mais expressivas no sentido de que elas admitem axiomatizações categóricas dos números naturais ou reais. Essa expressividade tem um custo em relação às propriedades meta-lógicas; de acordo com o Teorema de Lindström, qualquer lógica que seja mais forte que a lógica de primeira ordem falhará em validar o teorema da compacidade ou em validar o teorema de Löwenheim–Skolem.

### Formalizando as Línguas Naturais
A lógica de primeira ordem é capaz de formalizar vários quantificadores na língua natural, como “todas as pessoas que moram em Paris, moram na França”. Mas existem várias características que não podem ser expressas na lógica de primeira ordem. “Qualquer sistema lógico que é apropriado para analisar línguas naturais, precisa de uma estrutura muito mais rica que a lógica de primeira ordem" (Gamut 1991, p 75).
| Tipo                                  | Exemplo                                                                                         | Comentário |
| ------------------------------------- | ----------------------------------------------------------------------------------------------- | --- |
| Quantificadores sobre as propriedades | Se Rafael for satisfeito consigo mesmo, então ele tem pelo menos uma coisa em comum com Roberta | Requer quantificadores sobre os predicados, os quais não podem ser implementados com a lógica de primeira ordem (unicamente ordenada): Zj→ ∃X(Xj∧Xp)      |
| Quantificadores sobre as propriedades | Papai Noel tem todos os atributos de um sadista                                                 | Requer quantificadores sobre os predicados, os quais não podem ser implementados com a lógica de primeira ordem (unicamente ordenada): ∀X(∀x(Sx → Xx)→Xs) |
| Predicado adverbial                   | Luiz está andando rápido                                                                        | Não pode ser analisado como Wj ∧ Qj; predicados adverbiais não são a mesma coisa que predicados de segunda ordem , como cores                             |
| Adjetivo Relativo                     | Jumbo é um elefante pequeno                                                                     | Não podem ser analisados como Sj ∧ Ej; predicados adjetivados não são a mesma coisa que predicados de segunda ordem , como cores                          |
| Modificador do predicado adverbial    | Anderson está andando muito rápido                                                              | - |
| Modificador do adjetivo relativo      | Roberta é extremamente pequena                                                                  | Uma expressão como "extremamente" , quando usado com um adjetivo relativo "pequena", resulta em um novo adjetivo relativo: "extremamente pequena"         |
| Preposições                           | Alberto está sentado ao lado de Danilo                                                          | A preposição "ao lado de" quando aplicada a Luiz, resulta em um predicado adverbial "ao lado de Luiz"                                                     |

## Axiomas e regras
Os cinco axiomas lógicos mais as duas regras de inferência seguintes caracterizam a lógica de primeira ordem:
Axiomas:
- (A1) {\displaystyle \alpha \rightarrow (\beta \rightarrow \alpha )}
- (A2) {\displaystyle (\alpha \rightarrow (\beta \rightarrow \gamma ))\rightarrow ((\alpha \rightarrow \beta )\rightarrow (\alpha \rightarrow \gamma ))}
- (A3) {\displaystyle (\neg \alpha \rightarrow \neg \beta )\rightarrow ((\neg \alpha \rightarrow \beta )\rightarrow \alpha )}
- (A4) {\displaystyle \forall x.(\alpha \rightarrow \beta )\rightarrow (\alpha \rightarrow \forall x.\beta )}, onde {\displaystyle x} não é livre em {\displaystyle \alpha }
- (A5) {\displaystyle \forall x.\alpha \rightarrow \alpha }{\displaystyle {[}t\;{:=x}\;{]}}, onde t é livre para x em {\displaystyle \alpha .}

Regras de Inferência:
- Modus Ponens:

```
 

  

    

      

        
M

        
P

        
:

        

          

            

              
α

              
,

              
α

              
→

              
β

            

            
β

          

        

      

    

    
{\displaystyle MP:{\frac {\alpha ,\alpha \rightarrow \beta }{\beta }}}

  

```

- Generalização Universal:

```
 

  

    

      

        
G

        
e

        
n

        
:

        

          

            
α

            

              
∀

              
x

              
.

              
α

            

          

        

      

    

    
{\displaystyle Gen:{\frac {\alpha }{\forall x.\alpha }}}

  

```

Estes axiomas são na realidade esquemas de axiomas. Cada letra grega pode ser uniformemente substituída, em cada um dos axiomas acima, por uma FBF qualquer, e uma expressão do tipo {\displaystyle \alpha [t:=x]} denota o resultado da substituição de x por t na fórmula {\displaystyle \alpha }.

## Cálculo de predicados
O cálculo de predicado é uma extensão da lógica proposicional que define quais sentenças da lógica de primeira ordem são demonstráveis. É um sistema formal usado para descrever as teorias matemáticas. Se o cálculo proposicional for definido por um conjunto adequado de axiomas e a única regra de inferência modus ponens (isto pode ser feito de muitas maneiras diferentes, uma delas já ilustrada na seção anterior), então o cálculo de predicados pode ser definido adicionando-se alguns axiomas e uma regra de inferência "generalização universal" (como, por exemplo, na seção anterior). Mais precisamente, como axiomas para o cálculo de predicado, teremos:
- Os axiomas circunstanciais do cálculo proposicional (A1, A2 e A3 na seção anterior);
- Os axiomas dos quantificadores (A4 e A5);
- Os axiomas para a igualdade propostos em seção anterior, se a igualdade for considerada como um conceito lógico.

Uma sentença será definida como demonstrável na lógica de primeira ordem se puder ser obtida começando com os axiomas do cálculo de predicados e aplicando-se repetidamente as regras de inferência "modus ponens" e "generalização universal". Se nós tivermos uma teoria T (um conjunto de sentenças, às vezes chamadas axiomas) então uma sentença φ se define como demonstrável na teoria T  se a ∧ b ∧ … → φ é demonstrável na lógica de primeira ordem (relação de consequência formal), para algum conjunto finito de axiomas a, b,… da teoria T.
Um problema aparente com esta definição de "demonstrabilidade" é que ela parece um tanto ad hoc: nós tomamos uma coleção aparentemente aleatória de axiomas e de regras de inferência, e não é óbvio que não tenhamos acidentalmente deixado de fora algum axioma ou regra fundamental. O teorema da completude de Gödel nos assegura de que este não é realmente um problema: o teorema diz que toda sentença verdadeira em todos os modelos é demonstrável na lógica de primeira ordem. Em particular, toda definição razoável de "demonstrável" na lógica de primeira ordem deve ser equivalente à definição acima (embora seja possível que os comprimentos das derivações difira bastante para diferentes definições de demonstrabilidade).
Há muitas maneiras diferentes (mas equivalentes) de definir provabilidade. A definição acima é um exemplo típico do cálculo no estilo de Hilbert, que tem muitos axiomas diferentes, mas poucas regras de inferência. As definições de demonstrabilidade para a lógica de primeira ordem nos estilos de Gentzen (dedução natural e cálculo de sequentes) são baseadas em poucos ou nenhum axiomas, mas muitas regras de inferência.

### Algumas equivalências
{\displaystyle \lnot \forall x\,P(x)\Leftrightarrow \exists x\,\lnot P(x)}
{\displaystyle \lnot \exists x\,P(x)\Leftrightarrow \forall x\,\lnot P(x)}
{\displaystyle \forall x\,\forall y\,P(x,y)\Leftrightarrow \forall y\,\forall x\,P(x,y)}
{\displaystyle \exists x\,\exists y\,P(x,y)\Leftrightarrow \exists y\,\exists x\,P(x,y)}
{\displaystyle \forall x\,P(x)\land \forall x\,Q(x)\Leftrightarrow \forall x\,(P(x)\land Q(x))}
{\displaystyle \exists x\,P(x)\lor \exists x\,Q(x)\Leftrightarrow \exists x\,(P(x)\lor Q(x))}

### Algumas regras de inferência
{\displaystyle \exists x\,\forall y\,P(x,y)\Rightarrow \forall y\,\exists x\,P(x,y)}
{\displaystyle \forall x\,P(x)\lor \forall x\,Q(x)\Rightarrow \forall x\,(P(x)\lor Q(x))}
{\displaystyle \exists x\,(P(x)\land Q(x))\Rightarrow \exists x\,P(x)\land \exists x\,Q(x)}
{\displaystyle \exists x\,P(x)\land \forall x\,Q(x)\Rightarrow \exists x\,(P(x)\land Q(x))}
{\displaystyle \forall x\,P(x)\Rightarrow P(c)} (se c for uma variável, então não deve ser quantificada em P(x))
{\displaystyle P(c)\Rightarrow \exists x\,P(x)} (x não deve aparecer livre em P(c))

## Metateoremas da lógica de primeira ordem
Alguns metateoremas lógicos importantes listam-se abaixo:
1. Ao contrário da lógica proposicional, a lógica de primeira ordem é indecidível, desde que a linguagem contenha ao menos um predicado de aridade ao menos 2, para além da igualdade. Pode-se demonstrar que há um procedimento de decisão para determinar se uma fórmula arbitrária P é válida (veja problema da parada). (Estes resultados foram demonstrados, independentemente, por Church e Turing).
2. O problema da decisão para validade é semidecidível, ou seja, há uma máquina de Turing que quando recebe uma frase como entrada, parará se e somente se a sentença for válida (satisfeita em todos os modelos).
  - Como o teorema da completude de Gödel mostra, para toda fórmula válida P, P é demonstrável. Analogamente, assumindo a consistência da lógica, toda fórmula demonstrável é válida.
  - Para um conjunto finito ou semi-enumerável de axiomas, o conjunto das fórmulas demonstráveis pode ser explicitamente enumerado por uma máquina de Turing, donde segue o resultado de semidecidibilidade.
3. A lógica de predicados monádica (i.e., a lógica de predicados somente com predicados de um argumento) é decidível.
4. A classe de Bernays-Schönfinkel das fórmulas de primeira ordem é também decidível.

## Comparação com outras lógicas
- A lógica de primeira ordem tipada permite que as variáveis e os termos tenham vários tipos (ou sortes). Se houver apenas um número finito de tipos o resultado não será muito diferente da lógica de primeira ordem, porque os tipos poderão ser descritos com um número finito de predicados unários e alguns axiomas. Às vezes há um tipo especial Ω dos valores de verdade, e neste caso as fórmulas são nada mais do que termos do tipo Ω.
- A lógica de segunda ordem fraca permite a quantificação sobre subconjuntos finitos.
- A lógica de segunda ordem monádica permite a quantificação sobre subconjuntos, ou seja, sobre predicados unários.
- A lógica de segunda ordem permite a quantificação sobre subconjuntos e relações, ou seja, sobre todos os predicados. Por exemplo, a igualdade pode ser definida na lógica de segunda ordem pelo x = y ≡def ∀P (P(x) ↔ P(y)). A quantificação sobre predicados não é permitida na lógica de primeira ordem.
- As lógicas de ordem superior permitem a quantificação sobre coisas mais gerais, tais como relações entre relações.
- A lógica intuicionista de primeira ordem utiliza o intuicionismo ao invés do cálculo proposicional clássico, por exemplo, o {\displaystyle \neg \neg }φ não precisa ser equivalente a φ.
- A lógica modal tem operadores modais extras com significados informais tais como "é necessário que φ" e "é possível que φ".
- A lógica infinitária permite sentenças infinitamente longas. Ela pode permitir por exemplo, uma conjunção ou uma disjunção infinita de muitas fórmulas, ou uma quantificação sobre um número infinito de variáveis. Sentenças infinitamente longas aparecem na matemática (por exemplo, topologia) e na metamatemática (por exemplo, a teoria dos modelos).
- A lógica de primeira ordem com quantificadores generalizados tem novos quantificadores Qx,…, com significados como "há muitos x tais que…". Veja também quantificação ramificada e quantificação plural de George Boolos e outros.
- A lógica independence-friendly é caracterizada por quantificadores ramificados que permitem expressar a independência entre variáveis quantificadas.

A maioria destas lógicas são de certa forma extensões da lógica de primeira ordem: elas incluem todos os quantificadores e operadores lógicos da lógica de primeira ordem com os mesmos significados. Lindström mostrou que a lógica de primeira ordem não tem extensões (com exceção dela própria) que satisfazem o teorema da compacidade e ao teorema de Löwenheim-Skolem descendente. Uma formulação precisa deste teorema requer a listagem de vários páginas de condições técnicas que a lógica deve satisfazer, por exemplo, a mudança dos símbolos de uma linguagem não deve fazer nenhuma diferença essencial nas sentenças que são verdadeiras.
A lógica de primeira ordem em que nenhuma sentença atômica se encontra sob o escopo de mais de três quantificadores, tem o mesmo poder expressivo que a álgebra de relação de Tarski e de Givant (1987). Estes autores também mostram que a LCPO (Lógica Clássica de Primeira Ordem) com um par ordenado primitivo, e uma relação algébrica incluindo relações de projeção sobre pares ordenados são equivalentes.
ex:
pt.x (Homem(x)→Mortal(x)), que é uma fórmula válida